# Homograft decellularizzato

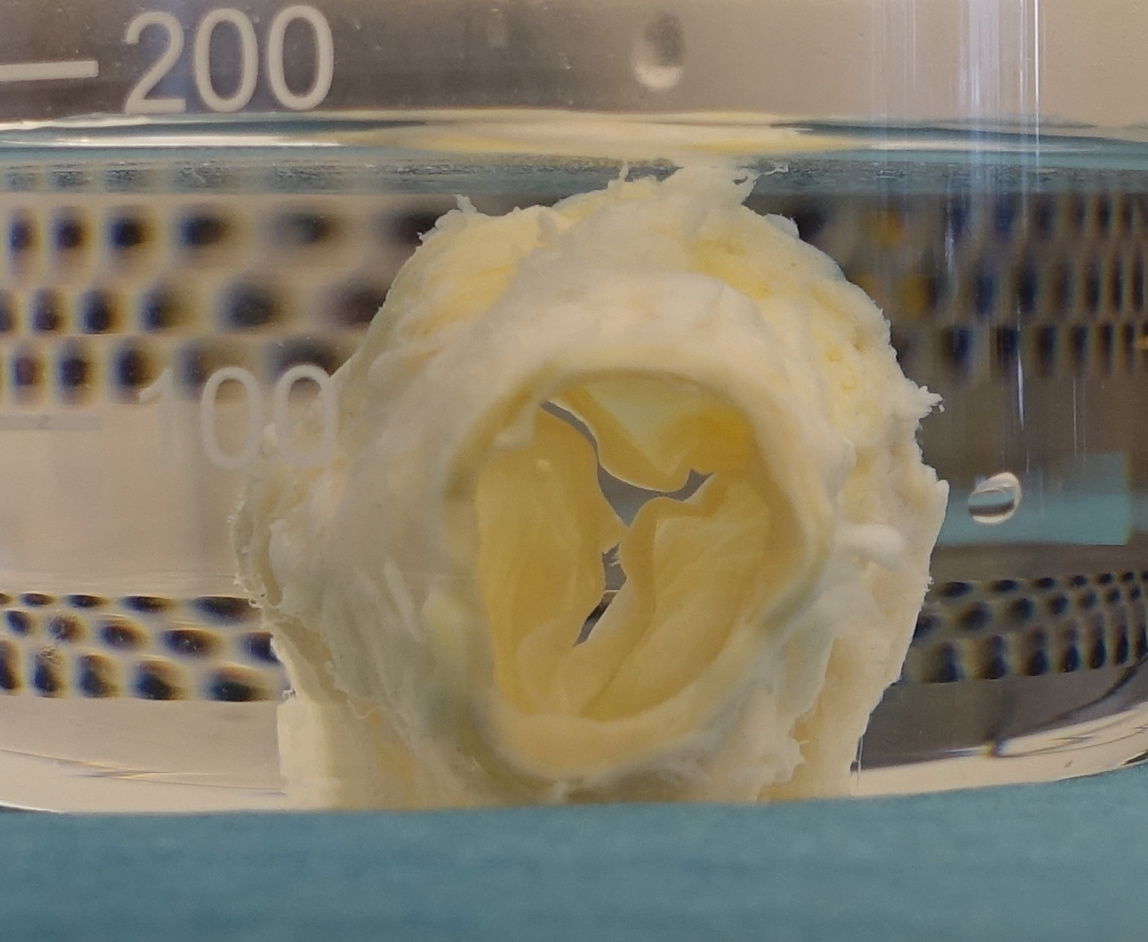
Visione dall’alto di un homograft aortico fresco, decellularizzato, con i tre cuspidi flessibili.

Un homograft decellularizzato è una valvola cardiaca umana proveniente da donatore, che viene modificata mediante procedure di ingegneria tissutale. Esistono diverse tecniche di decellularizzazione, la maggior parte delle quali si basa su protocolli di detergenti o di enzimi che mirano all'eliminazione di tutte le cellule del donatore, preservando le proprietà meccaniche della matrice cellulare.

## Background
Vi sono malattie della valvola aortica che colpiscono la valvola tra il ventricolo sinistro e l'aorta e possono essere presenti già dalla nascita o acquisite in vita. Al giorno d'oggi le opzioni terapeutiche che si presentano ai pazienti una volta confermata l'indicazione per la sostituzione di tale valvola sono varie.
Una soluzione è la sostituzione della valvola utilizzando una protesi valvolare meccanica. Questa soluzione richiede una terapia anticoagulante rigorosa e permanente per evitare complicanze tromboemboliche, soprattutto cerebrali. D'altro canto tutti gli anticoagulanti comportano il rischio intrinseco di gravi episodi emorragici durante la vita, e per questo motivo la maggior parte dei pazienti preferisce opzioni terapeutiche diverse.
Le protesi biologiche, ovvero valvole cardiache costruite con pericardio di origine animale (xenogeniche), offrono un'alternativa percorribile. Tuttavia, per quanto riguarda i pazienti giovani, è stato provato che le valvole xenogeniche non hanno una durata soddisfacente, e che una rapida degenerazione valvolare può avvenire anche in pochi mesi.
Un'altra opzione chirurgica è il cosiddetto intervento di Ross, una procedura chirurgica complessa in cui la valvola aortica malata del paziente viene sostituita con la valvola polmonare del paziente stesso (autograft). La valvola polmonare viene poi sostituita da una protesi o da un condotto valvolato. Lo svantaggio di questo intervento consiste nel rischio di creare, a lungo termine, un cuore malato ad entrambe le valvole: quasi tutti gli autograft a lungo termine sono soggetti a dilatazione progressiva e al contempo la protesi polmonare, solitamente un homograft convenzionalmente crioconservato, è soggetta allo stesso tasso di degenerazione delle altre valvole biologiche. Questo porta a re-interventi frequenti con un rischio di mortalità più elevata, anche a causa delle aderenze postoperatorie tipiche dei reinterventi.

## Concetti di ingegneria tissutale
La mancanza di risultati ottimali a lungo termine per protesi valvolari nei pazienti pediatrici ha spinto la ricerca a studiare vari approcci di ingegneria tissutale riguardo alla sostituzione valvolare. I concetti moderni di ingegneria tissutale si basano su supporti (scaffolds) di derivazione polimerica (artificiale), o biologica, quest'ultima sia di derivazione umana (allogenica) che animale (xenogenica). Essendo le matrici di origine animale di più facile reperimento, sono già pubblicati in letteratura i primi report sulla loro utilizzazione, che hanno registrato però un fallimento drammatico riguardo ai pazienti di età pediatrica, con conseguente scetticismo per quanto riguarda questa specifica applicazione. Lo sviluppo attuale dei concetti inerenti alle valvole cardiache ingegnerizzate con tessuto interamente artificiale risolverebbe molte esigenze cliniche, come una disponibilità pressoché infinita di diverse misure e lunghezze valvolari. Questi concetti, inoltre, hanno dimostrato dei buoni risultati nell'attuazione tecnica della produzione dei condotti valvolari polimerici e sono stati utilizzati con successo per la semina in vitro o in vivo di diverse linee cellulari staminali. Tuttavia, i test pre-clinici a lungo termine in modelli animali devono ancora fornire dei risultati soddisfacenti a causa di mancanze di natura meccanica, con conseguente compromissione della funzione valvolare.

## Homograft convenzionali
La prima sostituzione della valvola aortica con un homograft è stata eseguita il 24 luglio 1962 da Donald Ross al Guy`s Hospital di Londra, e la sua efficacia a distanza è stata poi valutata da studi prospettici e randomizzati, in comparazione con altre procedure come la procedura di Ross stessa. La sostituzione della valvola aortica con homograft convenzionali criopreservati viene attualmente eseguita in circa 3% dei pazienti, soprattutto per il trattamento dell'endocardite acuta della valvola aortica. La degenerazione calcifica severa degli homograft convenzionali è un evento frequente, e per questo motivo il loro utilizzo è limitato. Tuttavia, le attuali linee guida internazionali confermano l'homograft essere una valida alternativa in pazienti giovani che necessitano una ricostruzione anatomica del tratto di efflusso.

## Homograft aortici decellularizzati
La decellularizzazione degli homograft aortici per la sostituzione della valvola aortica e quella delle valvole polmonari per la sostituzione della valvola polmonare sono state sviluppate nell'ultimo decennio da diverse ditte e gruppi di ricerca. Gli homograft polmonari decellularizzati sono stati impiantati in pazienti pediatrici dal 2002 e hanno dimostrato un'eccellente performance a breve e medio termine, anche rispetto agli homograft convenzionali criopreservati considerati il “gold standard” per la sostituzione delle valvole polmonari nelle malattie cardiache congenite. Gli homograft aortici decellularizzati sviluppati presso la Hannover Medical School in (Germania) hanno dimostrato una stabilità meccanica sufficiente per la circolazione sistemica, un'eliminazione dell'antigene nella più ampia misura possibile e sono stati convalidati in modelli animali a lungo termine.
Inoltre non è stata ad oggi ancora osservata nessuna dilatazione ai vari livelli anatomici, quali il piano dell'anulus valvolare, i seni di Valsalva o la giunzione sinotubulare e la performance emodinamica in termini di superficie effettiva dell'orifizio dell'homograft aortico decellularizzato è stata dimostrata essere eccellente anche quando confrontata con altre opzioni terapeutiche. Non sono nemmeno stati osservati segni di calcificazione in questo tipo di homograft e infine, anche nei rari casi in cui vi è stata la necessità di impiantare un homograft valvolato più lungo dell'usuale dimensione (a causa della concomitante dilatazione aneurismatica dell'aorta ascendente, che necessitava di sostituzione), non è stata osservata alcuna dilatazione tardiva dell'homograft.
Due studi clinici prospettici finanziati dall'Unione Europea, con la partecipazione anche di un centro italiano, sono attualmente in corso per valutare ulteriormente questo nuovo approccio.